# Ole Petter Pollen
Ole Petter Pollen, né le 16 septembre 1966 à Rygge, est un skipper norvégien.

## Carrière
Ole Petter Pollen participe aux Jeux olympiques d'été de 1988 à Séoul et remporte la médaille d'argent dans la catégorie du Flying Dutchman.